# Cottbusser Platz (metrostation)
Cottbusser Platz is een station van de metro van Berlijn, gelegen langs de Hellersdorfer Straße en in het oostelijke stadsdeel Hellersdorf. Het station dankt zijn naam aan een nabijgelegen plein, genoemd naar de Brandenburgse stad Cottbus; in de planningsfase werd het metrostation Hellersdorf genoemd, maar deze naam gaf men uiteindelijk aan het volgende station in oostelijke richting, dat in het centrum van het stadsdeel ligt. Station Cottbusser Platz werd geopend op 1 juli 1989 als onderdeel van het enige grote metroproject in Oost-Berlijn: de verlenging van lijn E naar het nieuwbouwgebied Hellersdorf. Sinds de Duitse hereniging draagt de voormalige lijn E het nummer U5.
Het overdekte eilandperron van het op maaiveldniveau gelegen station is bereikbaar via een voetgangerstunnel onder de sporen. Uitgangen leiden naar de Hellersdorfer Straße en de Cottbusser Platz aan de noordzijde en naar een park aan de zuidkant. Ten behoeve van mindervaliden is er een hellingbaan aanwezig. Zoals alle stations aan de in de jaren 1988-89 geopende verlenging van de U5 werd Cottbusser Platz ontworpen door het Entwurfs- und Vermessungsbetrieb der Deutschen Reichsbahn ("Ontwerp- en Kadasterdienst van de DR") en kreeg het een functioneel uiterlijk zonder opsmuk. Het is dan ook nauwelijks te onderscheiden van de naburige stations.